# Daells Varehus
Daells Varehus – i folkemunde kaldet Dalle Valle – var et stormagasin, der fra 1912-1999 lå i Nørregade i Indre By i København, og fra januar 1985 til 31. august 1993 også i Ryesgade 18-20 i Århus Centrum. Pga. svigtende salg besluttede ejerne at lukke firmaet uden konkurs og holdt åbent i Nørregade sidste gang onsdag den 31. marts 1999. Bygningen i København rummer herefter både Boulebar og Hotel Sankt Petri, der har indgang i Krystalgade.

## Historie
Firmaet stiftedes officielt som et postordrefirma den 12. januar 1910 af brødrene Christen og P.M. Daell, født i landsbyen Humlum lidt nord for Struer. Men allerede i 1906 var de første pakker sendt ud i et antal af 421. I 1910 blev der sendt 50.959 pakker.  Det første katalog udkom i 1911, og i 1912 åbnede forretningen i Nørregade. I 1924 begyndte selskabet at opkøbe naboejendommene, og arkitekten Vilhelm Lauritzen fik til opgave at bygge dem sammen og skabe en helhed. Den karakteristiske bygning i funkisstil slog dørene op i 1933. Bygningen, der er på 17.000 m², er i dag vurderet som bevaringsværdig.
Selskabet var ejet af Daell-familien frem til 1992, hvor det efter en familiefejde blev solgt til PKA og Kommunernes Pensionskasse.
Varerne var billige, og i perioder var over hver anden husstand faste modtagere af postordrekataloget. De gamle postordrekataloger benyttes stadigvæk af filmfolk, når de skal danne sig et indtryk af, hvordan folk gik klædt i en bestemt periode. Varehuset havde sin storhedstid i 1970'erne.
Under anden verdenskrig blev P.M. Daell og hans jødiske sekretær Ella Wassermann udsat for chikanerende anklager i den nazistiske avis Kamptegnet, der resulterede i en injuriesag og domfældelse af forfatterinden Olga Eggers, der havde været med til at uddele løbesedler til både kunder og ansatte i varehuset. Det kom til tumulter, der skræmte kunderne væk; men efterfølgende blev Kamptegnet lagt ned på befaling af Werner Best, og Olga Eggers sendt ud af landet, som tolk til Tyskland.
Den 22. december 1986 tømte tre røvere fra Blekingegadebanden, forklædt i arbejdstøj, kassen i varehuset og stak af med udbyttet - 5 ½ mio. kr. - i en barnevogn. En bankbetjent fra Bikuben var ved at hente de omkring 7 millioner kr. Røverne tabte på vejen ud en af taskerne, der indeholdt halvanden million. Varehusets sikkerhedschef blev slået ned og indlagt med kraniebrud. Røverne efterlod barnevognen på Israels Plads og hoppede ind i en ventende bil. Bikuben ændrede derefter sine sikkerhedsrutiner. 
Pga. svigtende salg og manglende held med at finde nye investorer valgte man at lukke varehuset, inden konkursen indtraf, og den 31. marts 1999 holdt Daells Varehus på Nørregade åbent for sidste gang.
Bygningen på hjørnet af Nørregade og Krystalgade rummer i dag Hotel Sankt Petri. Før hotellet flyttede ind, blev bygningens indre totalrenoveret, og facaden blev ændret fra bleggul til den oprindelige dybrøde farve. Bygningen rummer desuden en Vinoble-butik i Krystalgade, en Netto-butik med indgang fra Fiolstræde og en café med indgang fra Krystalgade og Fiolstræde.
Ud mod Nørregade lå tidligere en møbelbutik, lokalerne er i 2016 overtaget af Boulebar med 16 indendørs Pétanque-baner sammen med fransk mad og en velassorteret bar.

## Daells Bolighus
Sideløbende med etableringen af Daells Varehus i 1910 åbnedes også Daells Bolighus. Det eksisterer stadig i dag og ejes af Harald Nyborg-koncernen, som ejes af Kurt og Erling Daell.